# Municipio de Purulhá
Municipio de Purulhá är en kommun i Guatemala.   Den ligger i departementet Departamento de Baja Verapaz, i den centrala delen av landet, 80 km nordost om huvudstaden Guatemala City.